# Kingston (Nový Zéland)
Kingston je malé město na nejjižnějším cípu jezera Wakatipu, severně od hranice regionů Otago a Southland, na novozélandském Jižním ostrově. Nachází se 47 km od města Queenstown po silnici, jež se vine mezi jezerem na západě a pohořím The Remarkables na východě. Město je vzdáleno 70 km severně od města Lumsden. Poblíž Kingstonu se nachází pramen řeky Mataura. K roku 2006 mělo město podle sčítání obyvatelstva 2256 obyvatel, což činí nárůst o 5,6 % od roku 2001.
V roce 1878 byla otevřena železniční trať Kingston Branch spojující Kingston s městem Invercargill. Trať do Kingstonu byla uzavřena roku 1979. Poté byl v provozu Kingston Flyer, vyhlídková 14 km dlouhá trať parním vlakem.